# Halysidota instabilis
Halysidota instabilis är en fjärilsart som beskrevs av Dyar 1912. Halysidota instabilis ingår i släktet Halysidota och familjen björnspinnare. Inga underarter finns listade i Catalogue of Life.